# Evangelium (bok)
Evangelium (ytterst av grekiska εὐαγγέλιον, ’glädjebudskap’) kallas i kristendomen de nedskrivna framställningar som förtäljer om Jesu liv, ord och gärningar, några av de äldsta bevarade skrifterna återfinns bland Chester Beatty-papyri och Egerton 2-papyrusen. De fyra skrifter som har godtagits officiellt av kyrkan och införts i Nya Testamentet och behandlar Jesu liv och verksamhet utgör tillsammans de kanoniska evangelierna: Matteusevangeliet, Markusevangeliet, Lukasevangeliet och Johannesevangeliet. Förutom dessa fyra finns ett flertal så kallade apokryfiska evangelier, som inte godtagits som officiella kristna urkunder. Tomasevangeliet hade en viktig ställning inom gnosticismen.

## De fyra kanoniska evangelierna
- Matteusevangeliet
- Markusevangeliet
- Lukasevangeliet
- Johannesevangeliet

## Apokryfiska evangelier
I den apokryfiska litteraturen finns också några skrifter som brukar kallas evangelier. Bland dem finns:
- Tomasevangeliet
- Petrusevangeliet
- Judasevangeliet
- Filipposevangeliet
- Nikodemosevangeliet
- Maria Magdalenas evangelium
- Tomas barndomsevangelium
- Jakobs protevangelium
- Evjoniterevangeliet
- Hebreerevangeliet
- Egypterevangeliet
  - Det grekiska egypterevangeliet
  - Det koptiska egypterevangeliet
- Nasaréerevangeliet
- Sanningens evangelium
- Egertonevangeliet
- Hemliga Markusevangeliet
- Oxyrhynchus 840-evangeliet
- Oxyrhynchus 1224-evangeliet

De apokryfiska evangelierna anses i allmänhet vara yngre än de kanoniska och många av dem står för en avvikande teologisk tradition såsom gnosticism. En del kan dock innehålla gammal tradition såsom Tomasevangeliet.[källa behövs]

## Ursprunget till de kanoniska evangelierna
Tre av de kanoniska evangelierna, Matteusevangeliet, Markusevangeliet och Lukasevangeliet, kallas synoptiska då de har mycket material gemensamt. Dessutom innehåller de så kallade särstoff, material som de andra evangelisterna inte använder. Bibelforskningens vanligaste förklaring till detta är tvåkällshypotesen, enligt vilken Matteus och Lukas använt Markus som källa för sina skrifter och dessutom en gemensam källa, förlorad i historien, av forskarna kallad Q-källan (källan kallas Q efter tyska Quelle, ’källa’) . Denna uppfattning är känd som "Tvåkällshypotesen".
Johannesevangeliet skiljer sig delvis från de övriga evangelierna och anses ha en mer utvecklad teologi, som initialt presenteras i Johannesprologen (kapitel 1:1–18). Det kallas ibland för "Det fjärde evangeliet" för att betona dess annorlunda prägel gentemot de synoptiska evangelierna.
Evangelierna skrevs tydligen i etapper. Markusevangeliets traditionella slut (Markus 16:9–20) tillkom med största sannolikhet i början av 100-talet och lades till evangeliet i mitten av århundradet. Berättelserna om födelsen och barndomen utvecklades förmodligen senare i traditionen. Lukas och Matteus kan ursprungligen ha funnits utan de två första kapitlen.
Den allmänna åsikten bland bibelforskare är att alla fyra de kanoniska evangelierna ursprungligen skrevs på grekiska, som var lingua franca i den östra delen av det Romerska riket.

## Evangeliets förkunnande
Av tradition har högmässan bestått av två delar, ordets och nattvardens gudstjänst. Under medeltiden stod ordets gudstjänst i bakgrunden. Textläsning skedde på latin, och var för allmänheten obegriplig. Med reformationen började svenska språket användas Evangeliets predikan kom därmed att bli gudstjänstens medelpunkt. I predikan förkunnas Guds krav och Guds gåva, – lag och evangelium –, ”lämpad efter varje tids och orts särskilda behov”.

## Arkeologiska lämningar
Det finns få tidiga lämningar av evangelieskrifterna. Det äldsta bevarade exemplaret av ett kanonskt evangelium är det så kallade P52 som är ett papyrusfragment och innehåller några rader från Johannesevangeliet. Fragmentet, som är i storlek 9 x 5 cm, innehåller bara några få rader och utgör därför inget bevis på att ett fullständigt Johannesevangelium fanns vid tiden då texten nedtecknades. Men det faktum att fragmentet härrör från en inbunden handskrift och inte en skriftrulle, gör att man eventuellt skulle kunna förmoda att texten har varit nära full evangelielängd, för att motivera detta extra bokarbete. Dateringen av fragmentet som måste ske med paleografiska metoder är omdiskuterad, de flesta papyrologer stöder dock en datering till första hälften av 100-talet.
Sedan kanoniseringen på 300-talet uppstod en explosion av evangelietexter och från denna tid är Bibeln ett av de verk som har bäst källmaterial av alla antika skrifter.

## Fotnoter och referenser
- Wikimedia Commons har media som rör Evangelium (bok).

1. ↑  May, Herbert G. and Bruce M. Metzger. The New Oxford Annotated Bible with the Apocrypha. 1977. ”Mark” p. 1213–1239. (engelska)
2. 1 2  Funk, Robert W. and the Jesus Seminar. The acts of Jesus: the search for the authentic deeds of Jesus. HarperSanFrancisco. 1998. "Birth & Infancy Stories" p. 497-526.(engelska)
3. ↑  I svenska evangelieboken 1942 citeras Olavus Petri: ”Vi svenskar höra ock Gudi till så väl som annat folk, och det språk vi hava, det har Gud givit oss.”
4. ↑  Den svenska evangelieboken 1942 (i Svenska Psalmboken, tryckt 1955, Gleerups förlag, Lund), ”Utdrag ur Den svenska kyrkohandboken”.
5. ↑  Rylands Library Papyrus P52[död länk] (engelska)